# Ricardo van Steen
Ricardo van Steen (São Paulo, 1958) é um cineasta, fotógrafo, artista gráfico e diretor de arte brasileiro.
Ricardo van Steen estudou desenho, pintura e gravura na década de 1970. Aos dezessete anos, estudou fotografia no Foto Cine Clube Bandeirante e começou a fotografar. Em 1976 recebeu o Prêmio Revelação, Panorama da Arte Brasileira do Museu de Arte Moderna de São Paulo e em 1977 o Primeiro Prêmio no 5º Salão Cultural do Centro Cultural Brasil-Estados Unidos, Santos. Em 1983 realizou sua primeira exposição individual com pinturas e esculturas em São Paulo, e começou a atuar como artista gráfico e diretor de filmes comerciais. Depois de ler uma biografia sobre Noel Rosa, ele filmou o curta-metragem Com que roupa em 1996 e seu primeiro longa metragem Noel - Poeta da Vila em 2006. Em 2007 ele recebeu a Mostra de Cinema de Tiradentes.

## Filmografia
- 1996 - Com Que Roupa? (curta)
- 2005 - Tinta Fresca
- 2006 - Noel - Poeta da Vila
- 2012 - Shoot Yourself (codireção) (documentário)